# Organo sinfonico

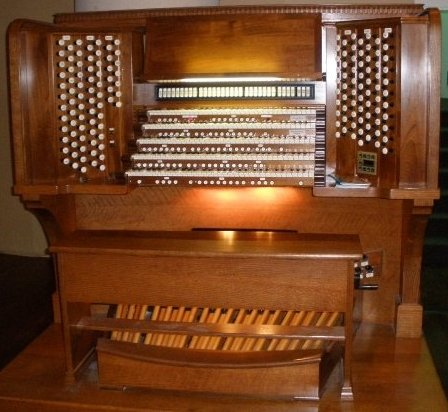
La console dell'organo a canne Royce Hall presso l'UCLA; costruito da Ernest M. Skinner nel 1930, è un eccellente esempio di organo sinfonico.

L'organo sinfonico è uno tipo di organo a canne che fiorì durante i primi tre decenni del XX secolo nei municipi e in altri luoghi pubblici laici, in particolare negli Stati Uniti e nel Regno Unito. È una variante del classico organo a canne, espanso con molte canne imitative degli strumenti orchestrali e con capacità di regolare senza interruzioni volume e suono. Queste espansioni hanno lo scopo di facilitare l'esecuzione espressiva della musica romantica e delle trascrizioni orchestrali. Si tratta di opere orchestrali classiche riscritte per un organista solista, una pratica particolarmente popolare prima che la tecnologia permettesse alle orchestre di essere largamente registrate e trasmesse. Questi organi sono generalmente strumenti da concerto rispetto agli organi da chiesa. L'organo sinfonico ha visto un risveglio negli Stati Uniti, in Europa e in Giappone, in particolare dagli anni '80.
I principali costruttori di organi sinfonici furono Henry Willis & Sons nel Regno Unito e Ernest M. Skinner negli Stati Uniti, a seguito del lavoro pionieristico del XIX secolo di Eberhard Friedrich Walcker in Germania e Aristide Cavaillé-Coll in Francia e ispirandosi alla musica d'organo di figure come Edward Elgar, Edwin Lemare, Franz Liszt e César Franck, rispettivamente. L'esempio più grande è l'organo Wanamaker, installato a Filadelfia nel 1911 dopo essere stato esposto alla Fiera mondiale di St. Louis, e poi notevolmente ampliato nel corso di due decenni. Attualmente ha sei tastiere, undici divisioni, 464 file e 28 750 canne, tutti alimentati da 36 regolatori e ventole per un totale di 173 CV. Altri importanti esempi intorno a Filadelfia sono l'organo Skinner al Girard College Chapel (1931), l'organo Curtis all'Irvine Auditorium (Università della Pennsylvania, 1926) e l'organo Aeolian Company nei vicini Longwood Gardens (1929). A New Haven, nel Connecticut, tre organizzatori hanno riunito uno dei più grandi e raffinati organi sinfonici del mondo per l'Università Yale nella Woolsey Hall (Newberry Memorial Organ, 1902/1915/1928).
Un altro eccellente esempio di organo sinfonico può essere visto e ascoltato al Soldiers and Sailors Memorial Auditorium di Chattanooga, Tennessee. Il magnifico Opus 1206 della Austin Organs, con 81 file e 5.261 canne, fu suonato per la prima volta il 12 febbraio 1925. Il suo primo organista civico fu il famoso Edwin Lemare. Guidati dal Chattanooga Music Club, i cittadini di Chattanooga iniziarono il restauro dell'organo nel 1987 e 20 anni dopo, il 2 luglio 2007, fu dedicato nuovamente a un concerto eseguito dall'organista Wanamaker Peter Richard Conte. Gli organi sinfonici comunali sono ancora in uso in modo rilevante a San Diego, in California (Spreckels Organ Pavilion, 1914) e a Portland, nel Maine (Kotzschmar Memorial Organ, 1912) e nel 1999 un grande organo Skinner vintage degli anni 1920 fu inaugurato nel Cincinnati Museum Center presso lo Union Terminal.